# Tuc der Òme
El Tuc der Òme és una muntanya de 2.732 metres d'altitud, amb una prominència de 197 m, que es troba als Pirineus, entre el municipi de Naut Aran (Vall d'Aran) i el departament de l'Arieja (França).